# Гекке, Эрих
Эрих Гекке (нем. Erich Hecke, 20 сентября 1887 — 13 февраля 1947) — немецкий математик.

## Биография
Родился в 1887 году в Позене. Поступил в университет в Бреслау, впоследствии учился в Берлине и Гёттингене. В 1910 году под руководством Давида Гильберта защитил диссертацию о модулярных функциях двух переменных. С 1915 года стал профессором в Базеле, потом преподавал в Гёттингене и Гамбурге.
В ноябре 1933 года подписал декларацию немецких профессоров в поддержку Адольфа Гитлера.
Остаток жизни провёл в Копенгагене.

## Научные достижения
Ранние работы Гекке включали установление функционального уравнения для дзета-функции Дедекинда с доказательством, основанным на тета-функциях. Метод был распространен на L-функции, связанные с классом символов, теперь известных как символы Гекке или символы класса Иделя; Такие L-функции теперь известны как L-функции Гекке. Большую часть своих исследований он посвятил теории модулярных форм, создав общую теорию параболических форм (голоморфных для GL(2)), как она теперь понимается в классической постановке.

## Работы на русском языке
- Э. Гекке. Лекции по теории алгебраических чисел / пер. с нем. Г. И. Ольшанского и Д. А. Райкова. — М.—Л.: ГИТТЛ, 1940.